# Пайк, Зебулон
Зебулон Монтгомери Пайк (англ. Zebulon Montgomery Pike, 5 января 1779 года — 27 апреля 1813 года) — американский бригадный генерал и исследователь, в честь которого названы гора Пайкс-Пик, национальный лес в штате Колорадо, ряд округов и другие объекты. В составе армии США руководил двумя исследовательскими экспедициями: к верховьям Миссисипи в 1805—1806 годах и на юго-запад, через Великие равнины к Скалистым горам, в 1806—1807 годах.
Пайк участвовал в Англо-американской войне 1812—1815 годов и достиг звания бригадного генерала в 1813 году. Погиб в битве за Йорк (современный Торонто, Канада) 27 апреля 1813 года.

## Экспедиции

### Северная
В 1805 году генерал Джеймс Уилкинсон, губернатор Верхней Территории Луизиана, приказал Зебулону Пайку найти истоки Миссисипи в северных районах Территории, незадолго до этого приобретенной США у Франции. С этой целью экспедиция вышла из Сент-Луиса 9 августа 1805 года, двигаясь на каноэ вверх по Миссисипи.
Пайк встретился с союзом племен индейцев дакота, миновал приток реки Миннесота и дошел до порогов в верховьях Миссисипи. У устья Свон-Ривер, южнее современного города Литл-Фолс, экспедиция 16 октября построила зимний лагерь, и дальше продолжила путь пешком. Несмотря на сильные морозы и голод, 1 февраля 1806 года отряд Пайка достиг на санях озера Лич-Лейк на территории современного штата Миннесота. Пайк ошибочно идентифицировал озеро как исток Миссисипи (настоящий исток — озеро Айтаска) и стал готовиться к обратному пути.
За почти три недели жизни у Лич-Лейк экспедиция исследовала местность, побывав в лагере трапперов и общаясь с местными индейцами оджибве. Трапперы были уведомлены, что находятся на территории США, и должны соблюдать местные законы. Пайк встретился с вождями нескольких местных племён, предлагая индейцам стать союзниками американцев и поменять ранее переданные им английские флаги и медали на американские. Также Пайк выразил надежду, что оджибве смогут прекратить кровавую вражду с соседями-дакота, и предложил организовать мирные переговоры в Сент-Луисе. Индейцы отказались путешествовать больше тысячи километров по территории враждебных племён.
В обратный путь экспедиция отправилась 18 февраля и вышла к зимнему лагерю 5 марта. 7 апреля отряд стал спускаться на каноэ по течению Миссисипи и смог благополучно вернулся в Сент-Луис 20 апреля.

### Юго-западная
Следующая экспедиция (также известная просто как «Экспедиция Пайка») стала первой официальной попыткой США исследовать земли, лежащие на юге и западе от Территории Луизиана. Отряд лейтенанта Пайка (в ходе экспедиции произведенного в капитаны) должен был найти истоки рек Ред-Ривер и Арканзас, составить карты этой местности, попутно контактируя с племенами индейцев.
Великие равнины
27-летний Пайк вышел из форта Белфонтейн недалеко от Сент-Луиса, Миссури, 15 июля 1806 года с отрядом из 20 солдат, а также 50 бывших заложников-индейцев осейджи, которые были освобождены американцами и возвращались к родным племенам. Группа прошла вдоль рек Миссури и Осейдж до поселений осейджи на границе современных штатов Канзас и Миссури. Затем экспедиция проследовала на северо-запад, в земли индейцев пауни. 29 сентября на встрече с советом племени Пайк уведомил пауни о протекторате США над их территорией и приказал снять испанский флаг над деревней, подняв взамен американский.
Отсюда отряд повернул на юг, в прерии, где 14 октября у русла реки Арканзас разделился на две группы. Первая, под руководством лейтенанта Джеймса Биддла Уилкинсона, сына губернатора, прошла руслом Арканзаса и Миссисипи, благополучно вернувшись в Сент-Луис. Основная группа во главе с Пайком направилась на запад, пересекая Великие равнины вверх по течению Арканзаса. В своем журнале Пайк восхищенно пишет о просторах западных прерий, сравнивая их с африканскими пустынями.
Скалистые горы

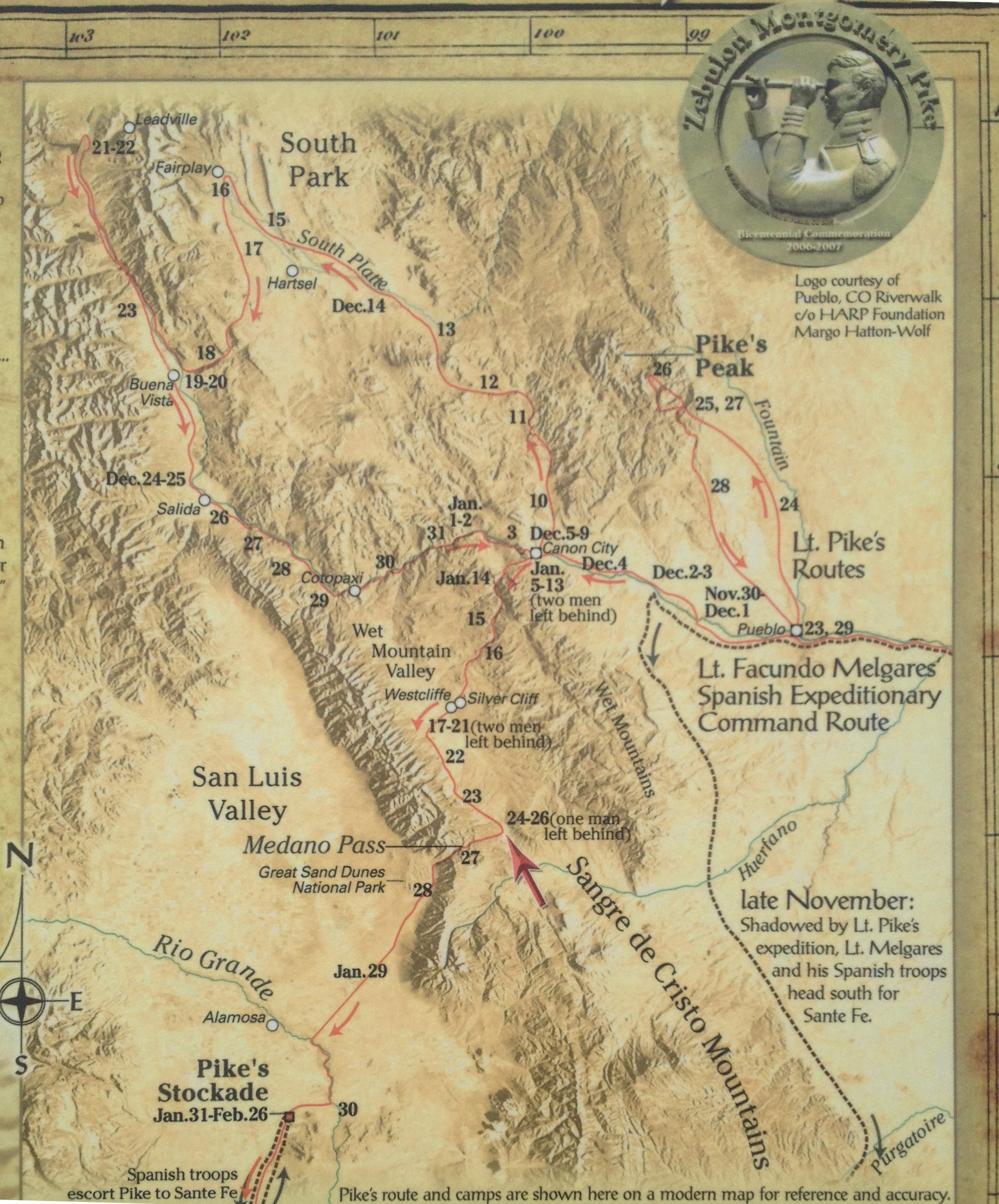
Путь группы Зебулона Пайка через Скалистые горы и Колорадо

15 ноября Пайк заметил высокую гору, которую назвал «Гранд-Пик» (позднее ее назовут «Пайкс-Пик» в честь самого исследователя). Группа сделала крюк на север к горе и попыталась взойти на неё, надеясь осмотреть окрестную территорию и нанести её на карту. Подняться удалось только на соседний, меньший пик.
В Скалистых горах отряд совершил несколько ошибок, рассчитывая добраться к истокам Ред-Ривер. Вместо этого, двигаясь на север, они попали к реке Платт и прошли по ней весь путь вверх по течению. Вернувшись другим путем обратно, к месту впадения реки Платт в Арканзас, Пайк теперь отправился на юг.
Экспедиция предприняла попытку перейти Скалистые горы, не имея экипировки для горных переходов и защиты от зимних холодов. От усталости и холодов несколько солдат отстали, и Пайк продолжил путь через горы, оставив им припасы. 30 января 1807 года лейтенант и 10 солдат добрались к долине реки Рио-Гранде на территории Новой Испании (южная часть современного штата Колорадо). Пайк ошибочно принял реку за Ред-Ривер и решил остановиться.
Новая Испания
Построив временный форт, отряд стал собирать отставших в горах членов экспедиции. В форте они были арестованы ночью 26 февраля 1807 года испанскими солдатами из близлежащего города Санта-Фе за незаконное пересечение границ и отконвоированы в столицу Чиуауа. Проходя через Санта-Фе, Альбукерке и Эль-Пасо, Пайк делал заметки в дневнике о населении, торговле и гарнизонах испанской армии.
В Чиуауа губернатор Сольседо мирно принял арестованных и освободил большинство солдат, хотя некоторые оставались в тюрьме ещё долгое время. После нескольких недель жизни у губернатора Пайк и часть солдат были отведены до границы Территории Луизиана и отпущены 1 июля 1807 года.

## Военное командование
На протяжении своей карьеры в армии Зебулон Пайк занимался как вопросами логистики и снабжения, так и боевыми действиями. В звании полковник-лейтенанта во время Англо-американской войны 1812—1815 годов он командовал 4-м пехотным полком в Сражении при Типпекану в 1811 году. Был произведен в полковники в 1812 году, служил генерал-квартирмейстром в Новом Орлеане.
Получил звание бригадного генерала в 1813 году Был одним из командующих в успешной атаке на Йорк (теперь часть Торонто, Канада) на озере Онтарио 27 апреля 1813 года. Погиб вместе с 250 американских и 100 британских солдат от взрыва порохового склада во время отступления британских войск..

## Публикации
Записи Зебулона Пайка, кроме личного дневника, были конфискованы испанцами и возвращены США Мексикой только в начале XX века. Тем не менее, в 1810 году Пайк опубликовал восстановленные по памяти заметки о своих экспедициях. Книга под названием «Экспедиции Зебулона Монтгомери Пайка к истокам Миссисипи, через Территорию Луизиана и в Новую Испанию в 1805-6-7 годах» (англ. «The expeditions of Zebulon Montgomery Pike to Headwaters of the Mississippi River, through Louisiana Territory, and in New Spain, during the Years 1805-6-7») стала популярной и была переведена на французский, голландский и немецкий языки.